# Frank (singel)
Frank är Kents tredje singel från deras debutskiva. Singeln utgavs 29 maj 1995.

## Låtförteckning
1. Frank (4:48)
2. Kallt kaffe (3:27)

## Låtinformation
Utgiven av BMG Sweden AB/RCA Victor i maj 1995. Text och musik Joakim Berg (BMG Music Publishing Scandinavia AB). Producent Nille Perned. Frank är inspelad i Silence Studio, Koppom och Dream Machine Studio, Stockholm. Kallt Kaffe är inspelad i Nytorpsskolan av Kent och Bosse Halvarsson. 
Kallt kaffe senare utgiven på samlingsskivan B-sidor 95-00.